# Besjbarmak

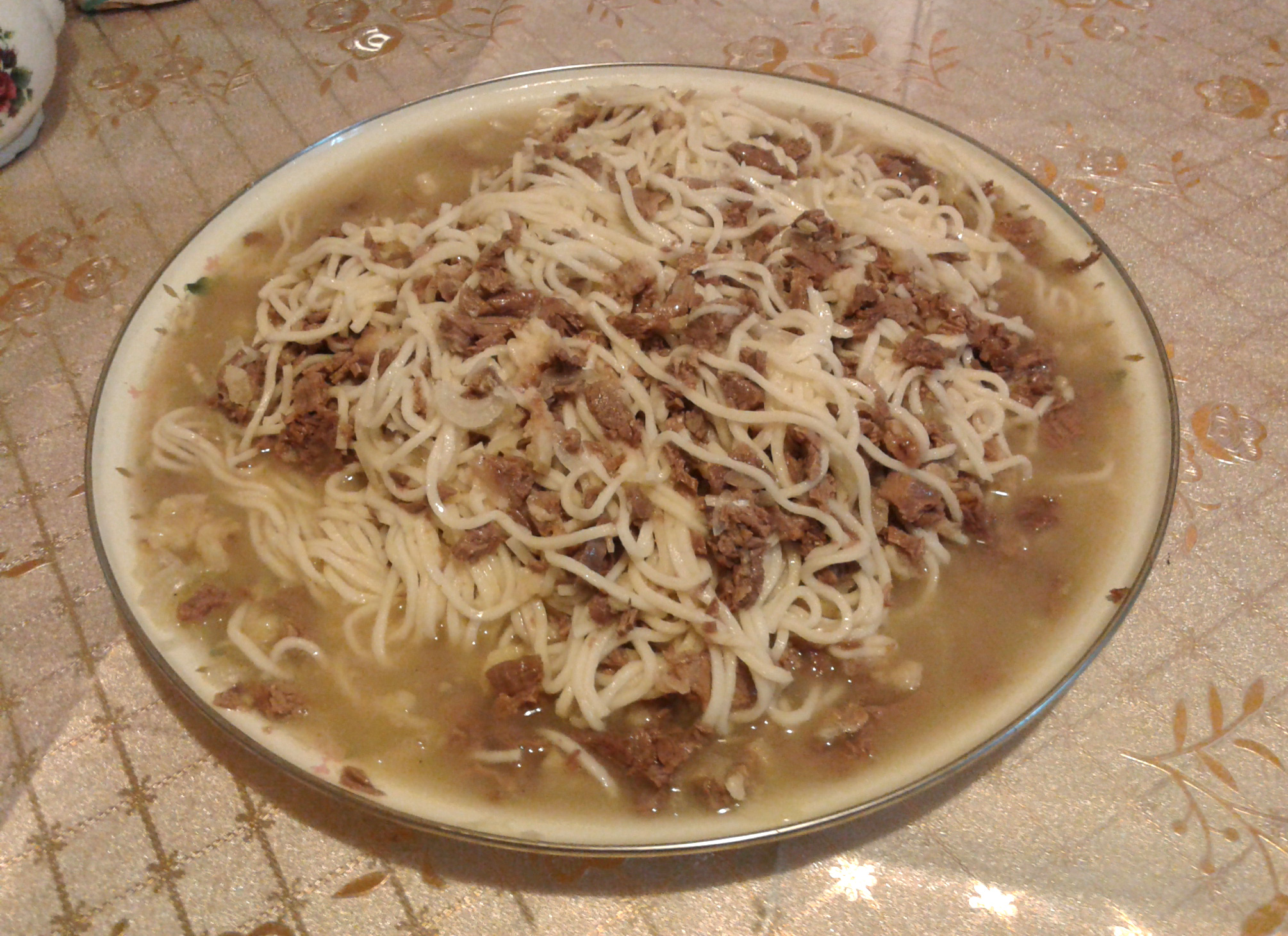
Besjbarmak

Besjbarmak is een Centraal-Aziatisch gerecht. Traditioneel wordt besjbarmak gemaakt van heel fijn gesneden gekookte vleesreepjes (oorspronkelijk paarden- of schapenvlees), korte, brede pastarepen en tsjyk, een uiensaus. Er wordt dikwijls een vleesbouillon naast geserveerd.
De naam van het gerecht kan worden vertaald als 'vijf vingers' en verwijst naar de eetgewoonten van de vroegere nomadische stammen in Kazachstan. Zoals vaker met dit soort “eet met je handen”-gerechten (plov, bijvoorbeeld) wordt het geserveerd in een grote ronde schaal die midden op tafel wordt gezet.